# Ocepeia
Ocepeia — вимерлий рід афротерійних ссавців, що жив на території сучасного Марокко в епоху середнього палеоцену, приблизно 60 мільйонів років тому. Вперше названий і описаний у 2001 році типовим видом є O. daouiensis з селандського ярусу марокканського басейну Улед-Абдун. Другий, більший вид, O. grandis, відомий з танетської, дещо молодшої стадії в тому ж районі. Вважається, що за життя ці два види важили приблизно 3,5 і 10 кг відповідно, і вважаються спеціалізованими листоїдами. Викопні черепи Оцепеї є найдавнішими з відомих афротерійських черепів і найвідомішими з усіх палеоценових ссавців в Африці.
Ocepeia має декілька спільних рис із примітивними Paenungulata, але деякі аналізи припускають, що вона більш тісно пов'язана з Afroinsectiphilia. Отже, він може бути перехідним етапом в еволюції паенгулятів від комахоїдних ссавців. Незвичайні риси оцепеї включають кістки черепа з багатьма повітряними проміжками, а також зуби та щелепи, що нагадують зуби та щелепи мавп. Ocepeia досить відрізняється від інших груп, тому її поміщають у власну родину Ocepeiidae.
Оцепея жила в той час, коли північно-західна Африка була на перетині Атлантичного океану та стародавнього океану Тетіс, і більша частина території була затоплена мілководними теплими внутрішніми морями. Скам'янілості оцепеї пов'язані з різноманітними акулами, птахами та морськими рептиліями, а також невеликою кількістю ранніх ссавців, включаючи інших кондилартів і ранніх хоботних. Рання поява та спеціалізовані риси оцепеї свідчать про те, що афротерійці виникли та диверсифікувалися в Африці, всупереч теоріям, що припускають більш північне походження.